# الخواجر
الخواجر قرية صغيرة من قرى عزلة أذرع مديرية الخبت محافظة المحويت اليمن.
- تقع في الجنوب الغربي للمحويت.
- يبلغ عدد سكانها حوالي 1500نسمة.
- من أعيانها الشيخ جيلان محمد عبد الله.
- بها مدرسة التقدم النموذجية الثانوية الأساسية التي يديرها أ/عبده إبراهيم حسن عبد الله
- يوجد بها جامع الفاروق الذي يقع في وسط القرية والذي تم توسعته في عام 1423 للهجرة النبوية الشريفة.
- بها جامع حسان بن ثابت.